# Governo do Gana
O Governo do Gana foi criado como uma democracia parlamentar, seguida por governos civis e militares alternados. Em janeiro de 1993, o governo militar deu lugar à Quarta República após as eleições presidenciais e parlamentares no final de 1992. A constituição de 1992 divide os poderes entre presidente, parlamento, gabinete, conselho de estado e um judiciário independente. O governo é eleito por sufrágio universal.

## Governo

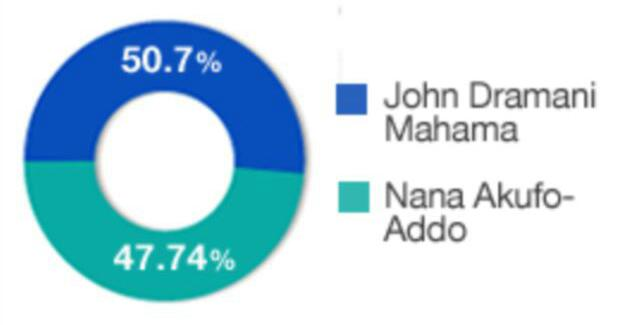
Eleição presidencial de Gana, resultado de 2012 de acordo com a Comissão Eleitoral de Gana

Os partidos políticos tornaram-se legais em meados de 1992, após um hiato de dez anos. Existem mais de 20 partidos políticos registrados sob a Quarta República. Os dois principais partidos são o Congresso Democrático Nacional e o Novo Partido Patriótico. O Congresso Democrático Nacional é a organização sucessora do Conselho Provisório de Defesa Nacional de Jerry John Rawlings, que esteve no poder de 1981 a 1992.
O Novo Partido Patriótico, fundado em 1992, é o sucessor da Convenção das Seis Nações do Partido da Independência da Costa do Ouro; a Convenção Nacional do Povo e o Partido do Povo da Convenção, sucessor do partido original de Kwame Nkrumah, com o mesmo nome, que foi o governo histórico de Gana por 10 anos desde a declaração de independência em 1957 a 1966, vencendo as eleições em 1956, 1960 e 1965.
O Congresso Democrático Nacional venceu as eleições presidenciais e parlamentares em 1992, 1996, 2008 e 2012. O Novo Partido Patriótico venceu as eleições presidenciais e parlamentares em 2000, 2004 e 2016.

### Relações Estrangeiras

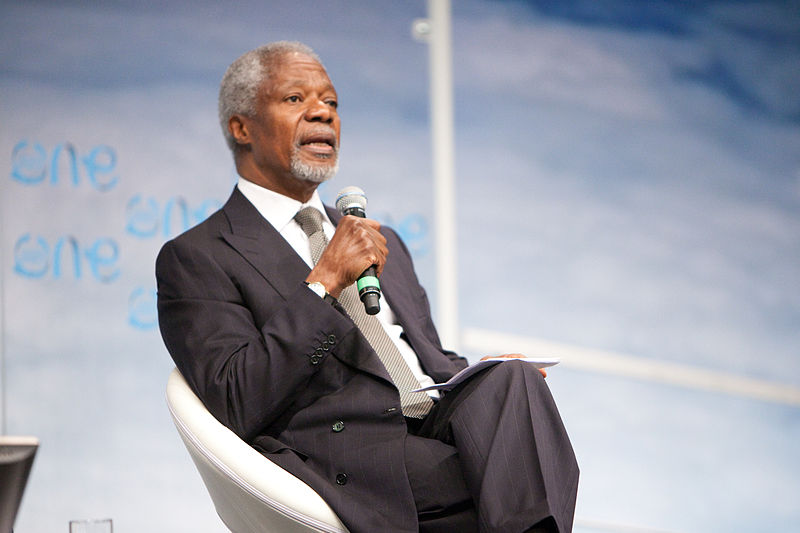
O diplomata ganês Kofi Annan atuou como Secretário Geral das Nações Unidas por nove anos até 2006

Desde a independência, Gana tem se dedicado a ideais de desalinhamento e é um membro fundador do Movimento Não Alinhado. O Gana favorece a cooperação política e econômica internacional e regional e é um membro ativo das Nações Unidas e da União Africana.
Muitos diplomatas e políticos ganenses ocupam cargos em organizações internacionais. Entre eles estão o diplomata ganense e ex-secretário-geral das Nações Unidas Kofi Annan, o juiz do Tribunal Penal Internacional Akua Kuenyehia, o ex-presidente Jerry John Rawlings e o ex-presidente John Agyekum Kuffour, que atuaram como diplomatas das Nações Unidas.
Em setembro de 2010, o ex-presidente do Gana, John Atta Mills, visitou a China em uma visita oficial. Mills e o ex-presidente da China, Hu Jintao, marcaram o 50º aniversário dos laços diplomáticos entre as duas nações, no Grande Salão do Povo, em 20 de setembro de 2010. A China retribuiu a visita em novembro de 2011 pelo vice-presidente do Comitê Permanente do Congresso Nacional da China, Zhou Tienong, que visitou Gana e se encontrou com o presidente do Gana, John Dramani Mahama.

### Sistema judicial
O sistema jurídico é baseado na constituição de 1992, no direito consuetudinário (tradicional) e no direito comum britânico. A hierarquia do tribunal consiste no Supremo Tribunal do Gana (tribunal superior), tribunais de apelação e tribunais superiores de justiça. Abaixo desses órgãos estão os tribunais de circuito, magistrais e tradicionais. Instituições extrajudiciais incluem tribunais públicos. Desde a independência, os tribunais são relativamente independentes; essa independência continua sob a República. Os tribunais inferiores estão sendo redefinidos e reorganizados sob a República.

### Divisões administrativas
Existem dezesseis regiões administrativas da República do Gana divididas em seis assembléias metropolitanas; 55 assembléias municipais; e 216 distritos,  cada um com sua própria assembléia distrital. Os distritos abaixo são vários tipos de conselhos, incluindo 58 conselhos de cidades ou áreas; 108 conselhos zonais; e 626 conselhos de área. Mais de 16.000 comitês de unidades existem no nível mais baixo. Gana tem 275 círculos eleitorais eleitorais.